# Knockout

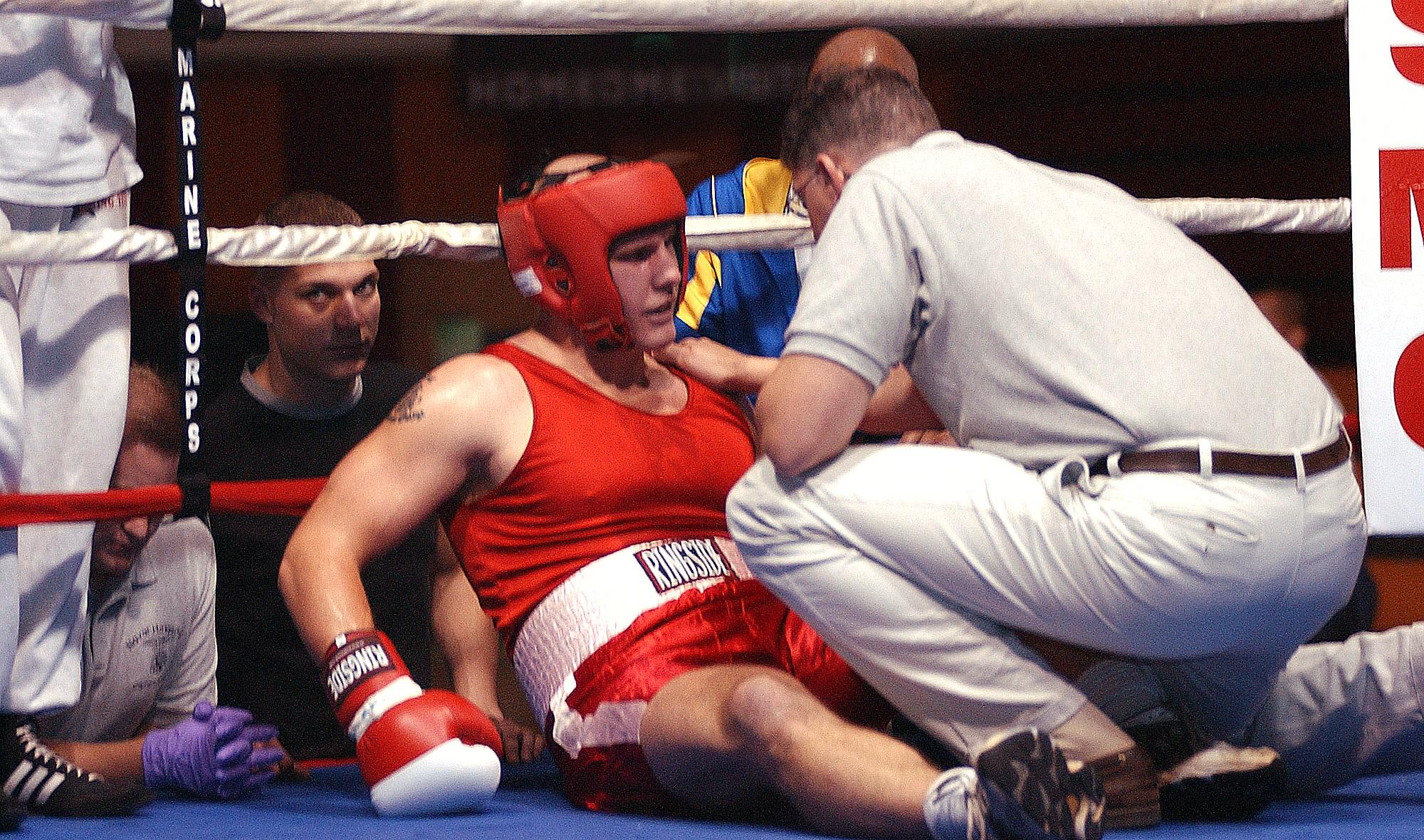
Knockout en boxa.

El knockout (derivat de l'anglès knockout, abreujat K.O.) és un efecte o acte mitjançant el qual l'adversari s'esfondra, de manera que no aconsegueixi posar-se dempeus. És també una de les formes d'obtenir una victòria en molts esports de contacte, com la boxa, el kickboxing i la boxa tailandesa.
El terme significa "fora de combat", i pot ser produït quan un atleta es troba impossibilitat d'aixecar-se durant cert període, sigui per causa de la fatiga o sigui per danys soferts (com un tall, un cop massa fort al cap, a l'estómac o al fetge), els quals comporten la pèrdua d'equilibri i posteriorment la pèrdua de consciència.
Un knockout tècnic (també anomenat T.K.O. o K.O. tècnic) és declarat per un àrbitre quan aquest decideix que el lluitador no pot continuar el combat, ja que es troba en condicions inferiors a les del seu adversari quan encara no ha caigut.